# أنتوني موريس
أنتوني موريس (بالفرنسية: Anthony Moris)‏ (29 أبريل 1990 بآرلون في بلجيكا - ) هو لاعب كرة قدم لوكسمبورغي وبلجيكي في مركز حراسة المرمى. شارك مع منتخب لوكسمبورغ لكرة القدم. أما مع النوادي، فقد لعب مع ستاندارد لييج وكيه في ميخيلين ونادي سينت ترويدن.

## مسيرته الكروية
لعب أنتوني موريس خلال مسيرته الاحترافية مع 4 أندية في ثلاثة عشر موسمًا ولم يسجل خلالها أي هدف ضمن 80 مباراة. حيث فاز في موسم واحد بالكأس وفي موسم واحد بالدوري.
خاض أنتوني موريس مسيرته مع نادي ستاندارد لييج في موسم 2008–09 ليلعب معه ستة مواسم، مشاركًا في 10 مباريات ولم يسجل أي هدف. ثم انتقل إلى نادي سينت ترويدن في موسم 2013–14 لمدة موسم واحد، حيث شارك في 4 مباريات ولم يسجل أي هدف أيضًا. لينتقل بعدها إلى نادي كيه في ميخيلين في موسم 2014–15 ليلعب معه أربعة مواسم، مشاركًا في 17 مباراة ولم يسجل أي هدف أيضًا. ثم انتقل إلى نادي فيرتون في موسم 2018–19 ولمدة موسمين، مشاركًا في 49 مباراة ولم يسجل أي هدف أيضًا.

## روابط خارجية
- أنتوني موريس على موقع الاتحاد الدولي (مؤرشف)  (الإنجليزية)
- أنتوني موريس على موقع الاتحاد الأوربي (الإنجليزية)
- أنتوني موريس على موقع الاتحاد البلجيكي (الإنجليزية)
- أنتوني موريس على موقع قاعدة بيانات كرة القدم.إي يو (الإنجليزية)
- أنتوني موريس على موقع ناشيونال فوتبول تيمز (الإنجليزية)
- أنتوني موريس على موقع Soccerway.com (الإنجليزية)
- أنتوني موريس على موقع AS.com (الإسبانية)